# الاستفتاء الدستوري الإيطالي 1946
أُجري الاستفتاء الدستوري الإيطالي (بالإيطالية: referendum istituzionale)‏ في 2 يونيو 1946، لتحديد شكل الدولة في إيطاليا بعد الحرب العالمية الثانية. فكان حدثاً رئيسياً في التاريخ الإيطالي المعاصر بسبب ولادة الجمهورية الإيطالية.
حكم ملوك إيطاليا من آل سافوي مملكة أيطاليا منذ توحيدها عام 1861حتى عام 1946. الا ان بينيتو موسوليني فرض الفاشية بعد الزحف على روما في 28 أكتوبر 1922 وأصبحت له السلطة الفعلية على الدولة، واشتركت إيطاليا الفاشية في نهاية المطاف في الحرب العالمية الثانية إلى جانب ألمانيا النازية. وقد أدى هذا إلى سخط شعبي أفرز قيام استفتاء حول بقاء إيطاليا ملكية أو جمهورية، جاءت نتيجته تفضيل الناخبين الاستعاضة عن الملكية بجمهورية. وكان لدى الملكيين شكوك بالتزوير، ولكنهم لم يتمكنوا قط من إثبات ذلك. إلى جانب اختيار شكل الدولة جرى انتخاب جمعية تأسيسية في الوقت نفسه والتي مهمتها وضع مسودة الميثاق الدستوري الجديد. انتخبت الجمعية التأسيسية في جلستها الأولى، في 28 يونيو 1946، إنريكو دي نيكولا رئيسًا مؤقتًا للدولة، بأغلبية 396 صوتًا من أصل 501، في الاقتراع الأول. مع دخول دستور الجمهورية الإيطالية الجديد حيز التنفيذ، في 1 يناير 1948، كان دي نيكولا أول من تولى مهام رئيس الجمهورية. لقد كان حدثًا ذا أهمية كبيرة في تاريخ إيطاليا المعاصر بعد الفترة الفاشية والمشاركة في الحرب العالمية الثانية، وفترة من التاريخ الوطني غنية جدًا بالأحداث. في نفس العام، في شهر مايو، انتخب لويجي إيناودي رئيسًا للجمهورية، وهو أول من أكمل بانتظام ولاية السبع سنوات المتوخاة.

## الخلفية
هَدَف الاستفتاء الإيطالي فقط إلى تحديد ما إذا كان ينبغي أن يأتي رئيس الدولة من سلالة عائلية أو يُنتخب بالاقتراع الشعبي. لم تكن الديمقراطية مفهومًا جديدًا في السياسة الإيطالية. أصبحت مملكة بيدمونت ملكية دستورية مع الإصلاحات الليبرالية للنظام الأساسي الألبرتيني في عهد الملك كارلو ألبيرتو في عام 1848. اقتصر الاقتراع في البداية على مواطنين مختارين، وجرى توسيعه تدريجيًا في عام 1911، إذ أدخلت حكومة جيوفاني جوليتي حق الاقتراع للمواطنين الذكور. ولكن في هذه الفترة، لم تُراعَ أحكام النظام الأساسي في كثير من الأحيان. وبدلًا من ذلك، أخذ المجلس المنتخب ورئيس الحكومة أدوارًا رئيسيةً. في بداية القرن العشرين، لاحظ العديد من المراقبين أنه بالمقارنة مع البلدان الأخرى، فإن إيطاليا تقدمت باتجاه الديمقراطية الحديثة. شملت القضايا الأساسية التي يلزم حلها علاقة المملكة بالكنيسة الكاثوليكية الرومانية.
نشأت أزمة في المجتمع الإيطالي نتيجة للحرب العالمية الأولى، والتفاوتات الاجتماعية، وما تلاها من توتر بين الماركسيين والأحزاب اليسارية الأخرى من جهة والليبراليين المحافظين من جهة أخرى. أدت هذه الأزمة إلى ظهور الفاشية، التي دمرت الحريات، والحقوق المدنية، وأسست الدكتاتورية، وكسرت استمرار التقليد البرلماني الجديد الذي كان ما يزال هشًا. كان دعم الطبقة الحاكمة، وخاصة النظام الملكي، حاسمًا في استيلاء بينيتو موسوليني على السلطة. بعد زحف موسوليني على روما، رفض الملك فيكتور إيمانويل الثالث توقيع مرسوم بإعلان حالة الحصار، وطلب من موسوليني تشكيل حكومة جديدة بدلًا من ذلك. كان قرار الملك ضمن صلاحياته بموجب الدستور الإيطالي، ولكنه على عكس الممارسات البرلمانية للدولة الليبرالية الإيطالية، إذ كان لدى الحزب الفاشي أقلية صغيرة فقط من النواب البرلمانيين.
بعد أن غزت قوات الحلفاء إيطاليا في عام 1943، أطاح المجلس الفاشي الكبير لموسوليني بالتعاون مع الملك بموسوليني، وأنشأ حكومة جديدة برئاسة المارشال بييترو بادوليو. لكن ألمانيا كانت قلقة من نية الحكومة الجديدة في التفاوض على سلام منفصل مع الحلفاء، فغزت واحتلت شمال إيطاليا. في غارة غران ساسو، أو عملية أوك، أنقذ المظليون الألمان موسوليني من فندق على قمة التل حيث سجنته هناك الحكومة الجديدة. تحت ضغط من هتلر، أسس موسوليني بعد ذلك دولة دمية، وهي الجمهورية الاجتماعية الإيطالية لإدارة الأراضي التي تحتلها ألمانيا، مما أدى إلى انقسام إيطاليا إلى قسمين، لكل قسم حكومته الخاصة. في الشمال، أعلن موسوليني عن سقوط النظام الملكي وبدأ في تأسيس دولة جمهورية جديدة، يكون فيها الدوتشي، ولكن لأهداف عملية بقيت تحت قيادة كارل وولف ورودولف ران. كان مقر حكومة الجمهورية الاجتماعية الإيطالية في مدينة سالو، لذلك تُعرف عمومًا باسم جمهورية سالو.
في غضون ذلك، بقيت جنوب إيطاليا اسميًا تحت سيطرة الحكومة الشرعية الجديدة برئاسة بادوليو، والتي استمرت في العمل كمملكة إيطالية. سقطت روما في حالة فوضى، إذ اندلع القتال بين أنصار موسوليني وأنصار الحكومة الجديدة، بالإضافة إلى المعارضين اليساريين للفاشية الذين خرجوا من المخابئ. وغادر الملك وحكومة بادوليو روما طلبًا لحماية قوات الحلفاء التي احتلت الجنوب. ومع احتلال نصف شبه الجزيرة الإيطالية من قبل الألمان وبقية الحلفاء، عُلقت العودة إلى الحقوق المدنية بسبب الفوضى الكاملة في البلاد. حُلت أحزاب ما قبل الحقبة الفاشية رسميًا، وبقدر ما كانت موجودة، كان نشاطها سريًا ومحدودًا، مع عدم وجود أي شكل من أشكال الاتصال مع معظم السكان. وبالتالي فالعلاقات المستقبلية بين هذه الأطراف، وتوازن القوى، تُركت لتحدد في وقت لاحق أكثر هدوءًا. ومع ذلك، نظمت بعض القوى السياسية المقاومة الإيطالية، التي حظيت بدعم شعبي قوي. لكن بدون الانتخابات التي لم يتمكنوا من إجراءها بسبب الوضع الفوضوي، استحال تحديد عدد الأشخاص الذين مثلتهم المقاومة. كانت المقاومة كلها تقريبًا مناهضة للملكية، ومع ذلك تأسس تحالف مؤقت بينهم وبين حكومة بادوليو بقرار من جوزيف ستالين، وبالميرو تولياتي، الأمين العام للحزب الشيوعي الإيطالي، لتأجيل مشكلة تنظيم الدولة، وتركيز كافة الجهود على الكفاح ضد الدولة الدمية التي أنشأها هتلر في الشمال.

## التنازل عن العرش
مع تقدم الحلفاء عبر شبه الجزيرة الإيطالية، أصبح من الواضح أن فيكتور إيمانويل الثالث لم يكن ليبقى له أي دور بسبب دعمه السابق لموسوليني. وفقًا لذلك، في أبريل 1944، سلّم معظم سلطاته إلى ولي العهد الأمير أومبرتو. عندما تم الاستيلاء على روما في 4 يونيو، تخلى فيكتور عمانويل عن سلطاته المتبقية لأومبرتو وعينه ملازمًا عامًا للمملكة، مما جعله الوصي الفعلي.
ومع ذلك، احتفظ فيكتور عمانويل بلقب الملك حتى تنازله عن العرش في مايو 1946. ثم اعتلى أمبرتو العرش رسميًا باسم أمبرتو الثاني. لقد قيل أن التنازل عن العرش فرضه الخصوم، ولكن البيت الملكي أيضا كانت له مصلحة في المناورة. في الواقع، كان من الملائم لعائلة سافوي أن يكون لها ملك شعبي «على خشبة المسرح» في تلك اللحظة الحاسمة. كان أومبرتو أكثر قبولًا لدى الشعب الإيطالي: كان هو وزوجته ماري خوسيه شابين وأنيقين ومثقفين، قدما تناقضًا صارخًا مع فيكتور إيمانويل العجوز الخشن الذي لم يكن معروفًا بأي نشاط معين، باستثناء مجموعته من العملات المعدنية البالغة (114000) قطعة. استقبل الناس أومبرتو بشكل جيد نسبيًا منذ لحظة تتويجه، رغم أن زوجته (أجنبية). كان يُطلق عليه عادة (ملك مايو)، بالإشارة إلى حكمه المختصر الذي امتد أربعين يومًا.

## الاستفتاء
نَصَّ مرسومٌ صادرٌ عن ولي العهد الأمير أومبرتو، بصفته ملازمًا عامًا للمملكة برقم 151 وتاريخ 25 يونيو 1944 (decreto legge luogotenenziale 25 giugno 1944، n. 151) خلال فترة رئيس الوزراء إيفانو بونومي، على تنظيم جمعية دستورية بعد الحرب لصياغة الدستور واختيار الشكل المؤسسي للدولة. وسرّع النقاش المؤسسي في ربيع عام 1946.
- في 1 مارس، أعطت حكومة ألتشيدي دي غاسبيري موافقتها على النطاق النهائي للاستفتاء ليكون جمهورية مقابل ملكية.
- في 12 مارس، دعت الحكومة الناخبين للاجتماع في 2 يونيو لإجراء الاستفتاء وانتخاب الجمعية التأسيسية.
- في 18 مارس، أصدر الملك المراسيم مع رسالة توقع فيها نيته التنازل عن العرش لصالح ابنه أمبرتو الثاني (الذي كان اسمه ملازمًا)؛ تاريخ التنازل عن العرش هو الذكرى السنوية لدخول قوات الحلفاء إلى روما.
- في 25 أبريل، في مؤتمر الحزب الديمقراطي المسيحي، كشف أتيليو بيتشوني أنه بعد تحقيق داخلي، كان رأي أعضاء الحزب 60٪ لصالح الجمهورية، و 17٪ لصالح الملكية، و 23٪ لم يقرروا.
- في 9 مايو، تنازل فيكتور إيمانويل الثالث عن العرش، وغادر إيطاليا من نابولي على متن سفينة، بعد لقاء طويل مع أمبرتو. ثم اعتلى ولي العهد العرش باسم أمبرتو الثاني.
- في 10 مايو، في وقت مبكر من الصباح، أصدر أمبرتو الثاني أول إعلان علني له كملك. بعد ظهر ذلك اليوم، قامت الحكومة بتوجيه اللوم إلى الأدميرال رافاييل دي كورتن، الذي كان قد وضع جانباً طراد معركة لمنفى فيكتور إيمانويل كان من المفترض استخدامه لإعادة السجناء الإيطاليين إلى الوطن. كما تقرر أن الصيغة المؤسسية التقليدية التي بموجبها صدر أي مرسوم أو حكم باسم «N ، ملك إيطاليا، بحمد الله وإرادة الأمة»، ستختصر إلى «N ، ملك إيطاليا». . دخل هذا الفعل حيز التنفيذ في اليوم الذي أصبح فيه أمبرتو ملكًا، ولم يلق ترحيبًا حارًا بالملك الجديد، خاصة وأن الحكومة لم تقدم له إشعارًا مسبقًا بنيتها. ومع ذلك، «جمدت» سلطات الملك الرئيسية حتى الاستفتاء.

أطرت الحملة السياسية للاستفتاء جملة حوادث، لا سيما في شمال إيطاليا، حيث هاجم الجمهوريون وما بعد الفاشيين في الجمهورية الاجتماعية الإيطالية الملكيين. بعد المرسوم الثاني رقم 98 في 15 مارس 1946 (decreto legge luogotenenziale 16 marzo 1946، n. 98)، خلال حكومة دي غاسبيري، أجري استفتاء يومي 2 يونيو و 3 يونيو 1946 (أصبح 2 يونيو لاحقًا عطلة وطنية). كان السؤال بسيطًا قدر الإمكان: جمهورية أم ملكية. ولم يشارك جنوب تيرول ومناطق تريستا وغوريزيا في الاستفتاء.
وفقًا للقانون الإيطالي، تحققت محكمة كاسازيوني (أعلى محكمة قضائية في ذلك الوقت) من النتائج. نشأت مشكلة عندما أعلنت المحكمة، المنقسمة على نفسها بين الملكيين والجمهوريين، مؤقتًا انتصارًا جمهوريًا في 10 يونيو، لكنها أرجأت النتيجة النهائية إلى 18 يونيو. لتجنب المخاطر الكبيرة من أعمال الشغب السياسية بسبب تأجيل المحكمة إعلانها، فأعلنت الحكومة نفسها جمهورية وعينت دي غاسبيري رئيساً مؤقتًا للدولة في 13 يونيو. نوقشت شرعية هذا الإجراء (وفقًا للقانون الساري في ذلك الوقت)، حيث أعلنت محكمة دي كاسازيوني بالفعل انتصارًا جمهوريًا، مشيرةً في الوقت نفسه إلى أنه يجب تحليل المزيد من البيانات.

## النتائج
كانت النتائج كما يلي:

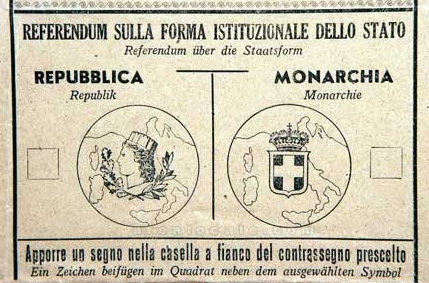
ورقة الاقتراع المستخدمة في المناطق الناطقة بالألمانية.

- صوت 12,717,923 شخص بنعم للجمهورية بما نسبته 54.26%
- صوت 10,719,284 شخص بنعم للملكية بما نسبته 45.74%
- عدد البطاقات الباطلة والفارغة 1,498,136
- اجمالي المصوتين 24,935,343[5]

## ما بعد الاستفتاء
أعلنت الجمهورية رسميًا في 6 يونيو 1946، منهية فترة 34 يوماً من حكم الملك أومبرتو الثاني ملكًا لإيطاليا و 85 عاماً من الحكم الملكي لإيطاليا منذ توحيدها في عام 1861. رفض أومبرتو في البداية قبول ما أسماه «عدم شرعية الاستفتاء المشينة». في بيانه الملكي الأخير، رفض أمبرتو قبول الجمهورية، قائلاً إنه كان ضحية انقلاب وزرائه وأن الاستفتاء جرى التلاعب به. صرح التشيدي دي غاسبري بصفته رئيسًا للدولة بالنيابة ردًا على بيان الملك فقال في بيان صحفي:
«يجب أن نسعى جاهدين لفهم مأساة شخص، بعد أن ورث هزيمة عسكرية وتواطؤًا كارثيًا مع الدكتاتورية، حاول جاهداً في الأشهر الأخيرة العمل بصبر وحسن نية من أجل مستقبل أفضل. لكن بهذا الصنيع الأخير يجب أن يُنظر إلى الألف عام من حكم بيت سافوي القديم انها كانت جزءًا من كارثتنا الوطنية؛ إنها كفارة وكفارة مفروضة علينا جميعًا، حتى أولئك الذين لم يشاركوا مباشرة ذنب هذه السلالة».
دعا بعض الملكيين إلى استخدام القوة لمنع إعلان الجمهورية، حتى في ظل خطر نشوب حرب أهلية، لكن ماك سميث كتب أن: «الفطرة السليمة والوطنية أنقذت أمبرتو من قبول مثل هذه المشورة». رفض أمبرتو النصيحة بأنه يجب عليه الذهاب إلى نابولي، وإعلان حكومة منافسة بنية بدء حرب أهلية يفترض أن يقف فيها الجيش إلى جانب آل سافوي على أساس أن «بيتي وحّد إيطاليا. ولن يقسمها». انتهت ملكية آل سافوي رسميًا في 12 يونيو 1946، وغادر أومبرتو البلاد. تولى رئيس الوزراء التشيدي دي غاسبري منصب رئيس دولة إيطاليا مؤقتًا. في حوالي الساعة 15:00 يوم 13 يونيو، غادر أومبرتو قصر كيرينالي ووقف للمرة الأخيرة مع الخدم المجتمعين جميعًا في الفناء لتوديعه والذين انخرط الكثير منهم في البكاء. في مطار شيامبينو في روما، وقبيل ان يستقل أمبرتو الطائرة التي كانت ستقله إلى لشبونة، أمسك يده مصافحاً أحد أفراد عائلة كارابينيير وعيناه دامعتين قائلاً : «جلالة الملك، لن ننساك أبدًا!»